# Meslay (Calvados)
Meslay település Franciaországban, Calvados megyében. Lakosainak száma 344 fő (2022. január 1.). Meslay Donnay és Cesny-les-Sources községekkel határos.

## Népesség
A település népességének változása:
| Lakosok száma | 196  | 193  | 208  | 237  | 248  | 278  | 292  | 309  | 319  | 344  |
|               | 1968 | 1982 | 1990 | 2006 | 2013 | 2015 | 2017 | 2019 | 2020 | 2022 |